# O Colecionador (livro)
O Colecionador (título original: The Collector) é um romance de suspense de 1963 escrito pelo autor inglês John Fowles. Foi o seu primeiro livro e estreia literária. A trama se passa em Londres e segue Frederick Clegg, um jovem banqueiro solitário e psicótico que decide perseguir e sequestrar Miranda Grey, uma jovem estudante de arte que a mantém em cativeiro no porão de sua casa rural que comprou com o dinheiro da loteria. Dividido em duas seções, o romance contém ambas as perspectiva do captor, Frederick e da prisioneira, Miranda. A porção do livro é contado da perspectiva da Miranda que é apresentado de forma epistolar. A obra se tornou um grande sucesso.
John escreveu o romance entre novembro de 1960 até março de 1962. Em 17 de junho de 1965 foi adaptado para um filme de mesmo nome, dirigido por William Wyler com a distribuição da Columbia Pictures e estrelado por Terence Stamp como Frederick Clegg e Samantha Eggar como Miranda Grey. O filme foi um grande sucesso e foi indicado a dois Oscars por melhor diretor e melhor atriz coadjuvante.

## Enredo
O romance é sobre um jovem solitário chamado Frederick Clegg, que trabalha como balconista em uma prefeitura e coleciona borboletas nas horas vagas. A primeira parte do romance conta a história do seu ponto de vista, mostrando seus familiares e seus desejos profundos.
De repente, Clegg fica obcecado por Miranda Gray, uma estudante de arte de classe média na Slade School of Fine Art. Ele a admira à distância, mas é incapaz de fazer qualquer contato com ela, porque se considera socialmente subdesenvolvido. Um dia, ele ganha um grande prêmio nas piscinas de futebol e  deixa o seu emprego e compra uma casa isolada no campo. Apesar de ficar rico e ter sua própria casa, ele se sente muito sozinho, e seu desejo de ficar com Miranda aumenta. Como ele é incapaz de fazer qualquer contato normal com ela, Clegg decide adicioná-la à sua "coleção" de objetos bonitos e preservados, na esperança de que, se ele a mantiver em cativeiro por tempo suficiente, um dia ela passará a amá-lo.

## Análise e temas

### Classe social
Os estudiosos da literatura notaram que o livro lida com o tema da classe no sistema de castas britânico como um ponto de interesse proeminente no romance. O crítico Hayden Carruth, observou que Fowles fica preocupado em "reorganizar as classes sob o socialismo britânico", abordando nas diferenças de classe social entre os personagens Frederick da classe trabalhadora e Miranda, membro da burguesia. E como eles se sentem diante de suas próprias posições.
Alguns estudiosos compararam a luta entre Frederick e Miranda, como um exemplo pela luta por poder como o "dialética mestre-escravo" hegeliana, na qual ambos exercem o poder um sobre o outro - tanto física quanto psicológico - apesar de suas diferenças sociais, nenhum deles sabe quem irá sair vitorioso. Pamela Cooper escreveu em seu livro As Ficções de John Fowles: Poder, Criatividade, Feminilidade, que O Colecionador "dramatiza o conflito entre uma classe média rica e socialmente entrincheirada contra uma classe trabalhadora ou classe média baixa desprivilegiada mas ascendente". Além disso, Cooper vê o romance como um trabalho inspirado no gênero gótico, apresentando essa luta de classes "com uma insistência no tédio da provação de Miranda".

### Absurdo e ironia
No Jornal da Literatura Moderna, o estudioso Syhamal Bagchee observa que o romance possui uma "visão irônico e absurda" contendo significativos eventos que se baseiam no acaso. Ele compara o mundo do romance com os "mundos tragicamente absurdos" criados pelos famosos autores Franz Kafka e Samuel Beckett. "O mundo de O Colecionador, principalmente no final, não é o nosso mundo; no entanto, é semelhante à visão do mundo que temos em nossas horas mais sombrias."
Para ele a maior ironia da obra, é quando Miranda sela seu próprio destino continuamente sendo ela mesma, e através de "cada tentativa de fuga sucessiva ela aliena e amarga Clegg ainda mais". Apesar disso, Bagchee vê toda esta situação tenebrosa como uma história de amor "horrível" e "irônica":
"Uma vez que reconhecemos o básico da confiança irônica-absurda da retórica do livro, iremos ver que o amor é inteiramente um tema apropriado - porque é muito paradoxal... Fowles toma com muito cuidado para mostrar que Clegg não é como as outras pessoas que conhecemos. Isso leva a Miranda a demorar para se livrar de seu consecutivo estereótipo visto por Clegg como um estuprador, um extorsor ou psicótico. Ela admiti ser incapaz de admira-lo, e isso a desconcerta. Clegg resiste a descrição estereotipado."
Além disso, ele observa a evolução de Miranda não como uma personagem em cativeiro, mas como uma personagem ligada ao paradoxo do romance: "Seu crescimento é finalmente fútil; ela aprende o verdadeiro significado da escolha existencialista quando percebe que tem uma escolha real muito limitada. E aprende a entender a si mesma e a sua vida quando está paralisada". Cooper, que interpreta o romance como uma crítica à "idealização sexual masculina", notou um outro paradoxo na maneira de como o romance conecta a fotografia e a coleção de borboletas ou de fotografias como "obscenidades gêmeas para mostrar ao adorador erótico, com seu ódio puritano". "A grosseira animalesca"  e sua crença em suas "próprias aspirações mais elevadas, são presas dos desejos que tenta rejeitar".

### Técnica narrativa
Bagchee mais uma vez observa, que a estrutura narrativa dividida do romance tem os personagens se espelhando de uma maneira "rica" irônico e revela uma visão sombria e assustadora dos perigos da vida". Ele cita que "as duas narrações frequentemente concordam não apenas sobre descrições físicas de incidentes que ocorrem, mas também na maneira como eles reagem de maneiras semelhantes a determinadas situações ou exibem atitudes idênticas".
A estudiosa Katarina Držajić considera o livro como "um dos romances mais importantes do século XX, a obra é vista através de inúmeras perspectivas interessantes e diferentes como: um thriller psicológico, um estudo junguiano, uma obra moderna ou pós-moderna. John Fowles está muito bem estabelecido como um mestre da arte da linguagem, utilizando várias ferramentas linguísticas com o principal objetivo de transmitir diferentes significados e aproximar seus personagens do leitor".

## Recepção
Alan Pryce-Jones, do The New York Times, escreveu sobre o romance: "John Fowles é um homem muito corajoso, por escrever um romance que depende de seu efeito na totalidade para o leitor aceitar e se chocar. Não existe espaço para a menor hesitação ou nota falsa, porque não só está escrito na primeira pessoa do singular, como também o seu protagonista é um caso muito especial. A principal habilidade do Sr. Fowles está no uso da linguagem. Não existe uma nota falsa em seu delineamento de Fred para expressar sua distorcida personalidade. " Hayden Carruth, do Press &amp; Sun-Bulletin, elogiou o romance como "rápido" e "profissional", acrescentando que Fowles "sabe como evocar o horror oblíquo da inocência, assim como o horror direto do conhecimento e o horror psicológico".
Mary Andrews, do The Guardian, escreveu que "Fowles nos convida a desafiar e duvida das desculpas do seu protagonista e mostrar nas entrelinhas os fatos que mostram uma imagem assustadora e triste. Fred não sequestra acidentalmente Miranda, há uma sensação de que ele esteve levando esse plano a vida toda ", e considerou Frederick Clegg" um dos personagens mais perversos da literatura moderna".

## Adaptações
O Colecionador foi adaptado como um filme e uma peça teatral. Também é mencionado em várias músicas, episódios de televisão e livros.
O romance foi adaptado para três filmes em três países diferentes. O primeiro com o mesmo nome estreou em 1965, com o roteiro escrito por Stanley Mann e John Kohn, e dirigido por William Wyler, que recusou A Noviça Rebelde para dirigi-lo. Estrelou Terence Stamp e Samantha Eggar . O segundo filme em língua tâmil de 1980, chamado Moodu Pani, de acordo com o diretor Balu Mahendra, é parcialmente baseado na obra . O terceiro filme foi também vagamente adaptado para um filme filipino como Bilanggo sa Dilim ( prisioneiro no escuro ) em 1986.
A obra foi adaptada para uma peça de teatro, que foi dirigida por David Parker e foi realizada no Teatro de St Martin em Londres, com Marianne Faithfull estrelando como Miranda. Mas foi mal recebido pelos críticos. Em 1999, romance foi novamente adaptado, desta vez com a permissão da Fowles Estate, por Tim Dalgleish e Caz Tricks para a Companhia de Teatro Bare Bones, Wolverton, Milton Keynes.
Em outubro de 1998, houve uma outra adaptação teatral que foi escrita por Mark Healy e foi apresentada no Derby Playhouse. Essa adaptação foi realizada no Estúdio de Teatro Gotemburgo English na Suécia, em abril de 2007.

## Associações com serial killers
Depois que o romance foi publicado, houve muitos casos em que assassinos, sequestradores e outros criminosos alegaram que o Colecionador era a base de suas inspirações ou a justificativa para seus crimes.

### Leonard Lake e Charles Ng
Em 1985, Leonard Lake e Charles Chi-Tat Ng sequestraram Kathy Allen, de 18 anos, e Brenda O'Connor, de 19 anos. Lake disse que era obcecado por O Colecionador, e  descreveu seu plano de usar as mulheres para sexo e tarefas domésticas e depois registrava em vídeo que considerava sua principal "filosofia". Acredita-se que os dois assassinos tenham matado pelo menos 25 pessoas, incluindo duas famílias inteiras. Embora Lake tenha cometido vários crimes na área de Ukiah, na Califórnia, sua "Operação Miranda" não começou senão depois que se mudou para Wilseyville, Califórnia. As fitas de vídeo de seus assassinatos e um diário escrito por ele mesmo, estavam enterrados perto do bunker em Wilseyville. Eles revelaram que Lake havia nomeado seu enredo de Operação Miranda em homenagem à própria Miranda do livro.

### Christopher Wilder
Christopher Wilder, foi um assassino em série que matava jovem garotas, ele foi morto pela polícia em 1984 e um sua posse estava o O Colecionador.

### Robert Berdella
Em 1988, Robert Berdella manteve suas vítimas do sexo masculino em cativeiro, sob tortura. Fotografava-os antes de os assassinar a sangue frio. Ele alegou que a versão cinematográfica de O Colecionador havia sido sua principal inspiração quando era adolescente.